# Herb Ujazdu (województwo opolskie)
Herb Ujazdu – jeden z symboli miasta Ujazd i gminy Ujazd w postaci herbu.

## Wygląd i symbolika
herbem miasta jest wizerunek dwóch pastorałów i mitry biskupiej. Znajdują się one na niebieskiej tarczy herbowej. Tarcza jest dekoracyjnie osłonięta aksamitem barwy czerwonej, posiadającym złote koronki. Nad tarczą umieszczona jest złota korona książęca. Pastorały są umieszczone symetrycznie po bokach mitry (infuły).
Symbolika herbu nawiązuje do biskupstwa wrocławskiego, które było dawnym właścicielem Ujazdu.

## Historia
W przeszłości w herbie w miejscu mitry znajdowała się wieża zamkowa (i jej lustrzane odbicie), nie było też ozdobników w postaci aksamitów oraz korony książęcej. Obok pastorałów znajdowały się białe (srebrne) gwiazdy. Herb ten pojawił się w XVII wieku, natomiast na pieczęciach z XIX wieku zamiast wież pojawia się czapka biskupia. 
Herb obowiązujący od 1998 roku nawiązuje do herbu używanego do 1945.